# Feucherolles
Feucherolles là một xã của Pháp, nằm ở tỉnh Yvelines trong vùng Île-de-France.
Người dân ở đây trong tiếng Pháp gọi là Feucherollais.
Các xã giáp ranh: Poissy au nord-nord-est, Chambourcy về phía đông-đông-bắc, Saint-Nom-la-Bretèche về phía đông, Chavenay về phía nam, Davron về phía tây nam, Crespières về phía tây và Orgeval về phía tây bắc.

## Thông tin nhân khẩu
| 1793 | 1800 | 1806 | 1821 | 1831 | 1836 | 1841 | 1846 | 1851 |
| ---- | ---- | ---- | ---- | ---- | ---- | ---- | ---- | ---- |
| 219  | 278  | 254  | 507  | 607  | 617  | 651  | 624  | 657  |

| 1856 | 1861 | 1866 | 1872 | 1876 | 1881 | 1886 | 1891 | 1896 |
| ---- | ---- | ---- | ---- | ---- | ---- | ---- | ---- | ---- |
| 564  | 609  | 625  | 635  | 682  | 711  | 692  | 754  | 771  |

| 1901 | 1906 | 1911 | 1921 | 1926 | 1931 | 1936 | 1946 | 1954 |
| ---- | ---- | ---- | ---- | ---- | ---- | ---- | ---- | ---- |
| 675  | 752  | 721  | 714  | 747  | 790  | 749  | 768  | 844  |

| 1962                                         | 1968 | 1975 | 1982 | 1990 | 1999 | - | - | - |
| -------------------------------------------- | ---- | ---- | ---- | ---- | ---- | - | - | - |
| 1288                                         | 1047 | 2052 | 2178 | 2699 | 2806 | - | - | - |
| Số liệu kể từ 1962 : dân số không tính trùng |      |      |      |      |      |   |   |   |